# Iglesia de Nuestra Señora (Nagoya)
La Iglesia de Nuestra Señora también llamada Iglesia católica de Chikaramachi (en japonés: カトリック主税町教会; 聖母教会) es una de las iglesias cristianas más antiguas de la ciudad de Nagoya, en la parte central de Japón.
Fue construida con una fusión de la arquitectura occidental y japonesa. La Capilla se construyó en 1904, estando todavía está en uso después de diversas renovaciones. Como parte de la Ruta de la Cultura (Bunka-no-michi) de Nagoya, es un importante edificio histórico de la ciudad.